# 이치카와 유이
이치카와 유이(일본어: 市川 由衣, 1986년 2월 10일 ~ )는 일본 도쿄도에서 태어난 일본의 모델이자 배우, 가수이다. 유이짱(ゆいにゃん)이라는 애칭으로 일본에서는 더 알려져 있다. 배우로서, 여럿 드라마에 출연하였고, 최근에는 영화 작품에 출연하면서 활동 영역을 넓히고 있다. 《주온》 시리즈에 출연하기도 하였다. 2006년에는 영화 《NANA 2》에 나카시마 미카와 함께 출연하였다. 소속사는 켄온이다.

## 작품

### 영화
| 연도 | 한국 제목                                 | 원제                                         | 역할            |
| ---- | ----------------------------------------- | -------------------------------------------- | --------------- |
| 2003 | 주온                                      | 呪怨 THE MOVIE                               | 치하루          |
| 2003 | 주온2                                     | 呪怨2                                        | 치하루          |
| 2004 | 제브라맨                                  | ゼブラーマン                                 | 미도리 이치카와 |
| 2004 | 동물원 (ZOO)                              | ZOO                                          | 리미코          |
| 2004 | 사랑에 관한 세 가지 이야기                | アバウト・ラブ／関於愛                       | 유카            |
| 2005 | 스쿨 데이즈                               | スクールデイズ                               | 아야코 하야츠   |
| 2006 | 사이렌                                    | サイレン                                     | 유키 아마모토   |
| 2006 | 러프                                      | ラフ                                         | 카오리 코야나기 |
| 2006 | NANA 2                                    | NANA 2                                       | 나나 모차츠     |
| 2007 | 음표와 다시마                             | 音符と昆布                                   | 모모 코구레     |
| 2008 | 쿠로사기                                  | クロサギ                                     | 유카리 미시마   |
| 2008 | 백팔 ~108~                                | ひゃくはち                                   | --              |
| 2016 | 우행록: 어리석은 자의 기록                | 愚行録                                       | 메구미          |
| 2016 | 앨리 캣                                   | アリーキャット                               | --              |
| 2017 | 달과 천둥                                 | 月と雷                                       | --              |
| 2023 | 좀100: 좀비가 되기 전에 하고 싶은 100가지 | ゾン100～ゾンビになるまでにしたい100のこと～ | --              |

### 드라마
| 연도 | 한국어 제목                | 원제                      | 역할                |
| ---- | -------------------------- | ------------------------- | ------------------- |
| 2001 | 시부야계 여자 프로레슬링   | 渋谷系女子プロレス        |                     |
| 2002 | 시공경찰 벡커 D-O2         | 時空警察ヴェッカーD-02    | 카나 고토           |
| 2002 | 고쿠센                     | ごくせん                  | 사와다 나츠미       |
| 2002 | 체포하겠어                 | 逮捕しちゃうぞ            | 유카 코하시         |
| 2003 | 주온                       | 呪怨                      | 치하루              |
| 2003 | 핫 맨                      | ホットマン                | 히나타 후리야       |
| 2003 | 비운의 왕비                | 流転の王妃・最後の皇弟    | 아이신카쿠라 코세이 |
| 2003 | 양키 모교로 돌아오다       | ヤンキー母校に帰る        | Yuki Touda          |
| 2004 | 핫맨 '04 봄 스폐셜         | ホットマン'04春スペシャル | 히나타 후리야       |
| 2004 | 천국으로의 응원가 치어즈   | 天国への応援歌            | 시라이시 치아키     |
| 2004 | 원더풀 라이프              | ワンダフルライフ          | 카츠라기 토코       |
| 2004 | 핫 맨 2                    | ホットマン 2              | 후리야 히나타       |
| 2005 | H2~너와 있던 날들~         | H2〜君といた日々          | 아마미야 히카리     |
| 2005 | 키쿠지로와 사키            | 菊次郎とさき              | 키타노 야스코       |
| 2005 | 아웃 리미트                | アウトリミット            | 모리노 리사         |
| 2006 | 윤무곡-론도-               | 輪舞曲                    | 카자마 코토미       |
| 2006 | 사랑과 죽음을 응시하며     | 愛と死をみつめて          | 오오시마 히사코     |
| 2006 | 쿠로사기                   | クロサギ                  | 미시마 유카리       |
| 2006 | 마지막 나이팅게일          | 最後のナイチンゲール      | 히라라 야스코       |
| 2007 | 동물 119                   | どうぶつ119               | 오야마 나루미       |
| 2007 | 탐정학원 Q                 | 探偵学園Q                 | 미즈노 요코         |
| 2007 | 초밥 왕자                  | スシ王子!                 | 하야시다 히카리     |
| 2008 | 네 자매 탐정단             | 4姉妹探偵団               | 사사모토 타마미     |
| 2009 | RESCUE: 특별고도구조대     | RESCUE〜特別高度救助隊    | 마에조노 아오이     |
| 2010 | 환야                       | 幻夜                      |                     |
| 2012 | 도쿄 전력 소녀             | 東京全力少女              | 오쿠노 후유         |
| 2014 | 군사 칸베에                | 軍師官兵衛                | 우츠노미야 츠루     |
| 2016 | 떠들썩한 거리, 조용한 바다 | 喧騒の街、静かな海        |                     |